# トレインヒーロー
『トレインヒーロー』（TRAiN HEROES）は、2013年4月2日よりテレビ東京系列にて放送されたテレビアニメ、および列車をモチーフとした玩具。日本国内ではタカラトミーが玩具を販売した。

## 概要
2100年の世界を舞台に、電車からロボットに変形するヒーローたちを描いた全編CGのテレビアニメ。テレビ東京と中国・常州テレビ系列のアニメ制作会社「カーロンアニメーション」による、日中合作アニメとなる。音楽はエイベックスが担当、雑誌展開は『てれびくん』でタイアップが行われる。
プロジェクトは2011年にテレビ東京が中国でのアニメ事業を発表、中国国内での放送基準が厳しいため、テレビ東京共同製作ながら中国以外での世界ライセンスを買い取る形で出資し、番組自体は100%中国出資のアニメーションとなった。
番組最後に実写による列車紹介コーナーが入る。
テレビシリーズは日本で先行放送し、同年10月からは韓国で放送開始。
また、劇場版も同時に制作され、2013年に中国で劇場公開された。日本では同年11月にイベント上映を実施、翌2014年2月から正式な全国ロードショーがされた。

## あらすじ
2100年。世界各国は手を結び「世界鉄道評議会」を発足させ、地上以外でも走行可能となる新鉄道システム「レーザーレール」の開発に着手した。このレーザーレールを走行する車両「トレインヒーロー」は人工知能を搭載し、人型ロボットに変形することができる。彼らは「トレインベース」と称する基地で日夜訓練を積むと同時に、世界中の災害現場で救助作業にあたる任務を遂行する。

## 登場人物

### トレインヒーロー
アール
声 - 浪川大輔
本作の主人公。一人称は「ぼく」、一度だけ「俺」と言った事もある。赤い新幹線型のトレインヒーロー。明るくタフでやや天然ボケの熱血漢。全長9,222mm、体重13.2t、最高速度1,222km/h。ビッグランド国トップテック社出身。武器はレールを2本重ねた形状のレールガンで、威力を調節することも可能。特殊弾で散弾銃のようなレールショットガンを放つことが出来る。タイガーターボで高速走行が可能。
ゴウ
声 - 小野大輔
500系新幹線に似たトレインヒーロー。クールでシャイな性格。全長9,225mm、体重15.5t、最高速度1,225km/h。ミューゼスとはノースイーストエリア　ファーイースト国のハイテク工場、ダテハイテック社で生まれた知り合いで、最終回で祖国へ帰った。一人称は「おれ」。武器はレーザースピアで、得意技はつばめ突き。イーグルダッシュで高速走行が可能。５００系新幹線がモチーフである事と足がオレンジ色な所がヒカリアンのライトニングウエストに酷似している。
サム
声 - 興津和幸
韓国高速鉄道KTXに似た緑の新幹線型のトレインヒーロー。博識で分析力に優れた秀才。全長9,333mm、体重23.3t、最高速度933km/h。ブレイニー公国ウルトラAI研究所の出身。右目にレーザースコープ（サーチレーザー）を内蔵。腕からウォーターストリーム（マックス）を放水できる。ただし、ホースが短いため近くに水場が必要。
アン
声 - 富樫美鈴
韓国鉄道公社9200系電車に似た女性型のトレインヒーロー。お茶目で歯に衣着せぬ物言いが特徴。全長9,111mm、体重21.1t、最高速度811km/h。ローズマリー国エレガントマシーン社の出身。現場では主に傷病者の救護を担当。手のひらから放つシャボン玉状のバブルセイバーで救助者を包み救出するほか、水中を高速移動するドルフィンスパートが使える。シエテが登場するまでは紅一点だった。
エイト
声 - 田中英樹
大型のトレインヒーロー。ひょうきんで人を笑わせるのが好き。全長18,888mm、体重188.8t、最高速度388km/hノースウエスト国アロップ村ファクトリー・アロップの出身。。大型のため積載能力に優れ、走行にはレールを二列必要とする。また他のメンバーと違い、ロボット形態の脚は短い物が4本ある。両手の磁場・アトミックパワーで物を動かすことができるほか、凄まじいパワーで物体を投げ飛ばすミサイルストーンが使える。
ニール教官
声 - 浦山迅
蒸気機関車（マラード号）に似た長官。みんなのまとめ役。渋くてクール。全長9,000mm、体重30.0t、最高速度500km/h。トラッドランド国トラッドランド鉄道の出身。
トレインベース設立以前はトラッドランドにおり、その頃、視察に来た幼いラディア王女を救出するために、右腕を損傷。修理したものの、塗料が生産中止になったため、右腕のみそのときの勲章の意味をこめて未塗装にしている。煙突からの煙幕・ピートスモークシュートと瞬間加速能力のスーパースチームチャージャーという能力を持つ。
リュウ
声 - 天神林ともみ
第14話より登場。台湾新幹線700Tに似たトレインヒーロー。身軽でジャンプ力に優れたみんなの弟分。全長8,666mm、体重21.6t、最高速度866km/h。トレイン公国スカイトレイン鉄道の出身。長距離ジャンプ能力のハイパージャンプと風を自在に操るスライドウインドが使える。
チャール
声 - 杉村憲司
第14話より登場。エイトと同じ大型ボディのトレインヒーロー。身体を鍛えるのが好きで考えるより先に手が出るタチ。全長20,444mm、体重144.4t、最高速度344km/h。ガーナーダ国ナムタン鉄道の出身。遠投能力のパワードライバーと地面を叩き地割れや地震を起こすドリルスパイクが使える。口調は「〜でございます」「〜であります」。なお、玩具ではボディが展開して劇中のシーンを再現できるディオラマベースになるというギミックがある。
シエテ
声 - 真壁かずみ
第16話より登場。ドイツ鉄道ICE3に似たトレインヒーロー。情熱的で、豊富な経験を活かし仲間を支える芯の強い女性である。全長8,777mm、体重21.7t、最高速度777km/h。スローニャ国チェロス島チェロス鉄道の出身。強靭な脚力を持ち、回避能力のローリングステップと閃光での目くらまし・ストロボフラッシュが使える。
スローニャにあるチェロス島の観光鉄道・チェロス鉄道に所属しておりトレインヒーローについては知らなかったが、火山噴火事件の際トレインヒーローたちと協力して救助活動を行い、以降チェロス鉄道復旧までトレインヒーローでの預かりになった。
カレル
声 - 遠藤純平
『インドネシア編』より登場の新人トレインヒーロー。
リマ
声 - おまたかな
『インドネシア編』より登場の新人トレインヒーロー。

### その他
ホットドッグ屋
声 - なし
なぜかどこにでも出没する移動屋台のホットドッグ屋「Ponpie's HOT DOG」のオヤジ。セリフは無く(一度だけ喋ったが、嚔しただけである)、彼が登場するとスクラッチ音がする。
ラディア王女
声 - 石嶋久仁子
世界鉄道協議会のメインスポンサーであるアレスタアーリア国の王女。幼少期に命を救ってくれたニール教官を尊敬しているため、彼の元で修行中の若いトレインヒーロー達にはキツい言い方をする。劇場版ではトレインヒーロー達の行動に「救助という名の破壊」と言っている。最終回では隕石から世界を救ったアールに深く感謝した。
アレスターリア国王
声 - 入江崇史
アレスタアーリア国の王でラディア王女の父。高所恐怖症。
執事
声 - 多田野曜平
ラディア王女に仕える執事。暗所恐怖症。眼鏡をかけている。トレインヒーローのファン。
ドクター・マック
声 - 藤原堅一
トレインベースの先端技術チームリーダー。レーザーレールの開発に従事する傍ら、トレインヒーロー達の相談に乗る等のメンタルケアにも努めている。
ドビー・ザック
声 - 小高三良
第14話より登場。車椅子に乗っている。ニール教官とはトラッドランド鉄道でメカニックをしていた頃からの知り合い。
キャプテン・アクネ
声 - 川本克彦
地球救助隊第7エリアキャプテン。
フレック
声 - 福島義宏
地球救助隊第7エリアの隊員。アクネの部下。
ナタリア
声 - 石田嘉代
キャラバンを回り砂漠の緑化活動をしている地球救助隊チームグリーン緑化活動隊の女性チーフ。アクネを尊敬している。
タフ
声 - 樋口智透
地球救助隊チームグリーン緑化活動隊隊員。ナタリアの部下。長年使ってきたトラックを相棒と呼ぶ。
ミューゼス
声 - 下釜千昌
ゴウと同じノースイーストエリアのハイテク工場で生まれた人工衛星。新しい地球型惑星を発見し地球に帰還する直前でスペースデブリの衝突で航行不能に陥るがゴウによって救出される。
20年前に機体の80%を損傷しながらも太陽系12番惑星を発見し帰還した人工衛星アウリオンが人工知能となっているアウリオンの娘。アウリオンははくちょう座ブラックホールX-1で消息を絶っている。
アウリオン
ミューゼスの人工知能のもととなっている超優秀な人工衛星。20年前に機体の80%を損傷しながらも太陽系12番惑星を発見し帰還した。10年前アレスターリア国から打ち上げられた後、はくちょう座ブラックホールX-1で消息を絶っている。ミューゼスからは「お父さん」と呼ばれている。劇場版ではエイリアンに助けられ、巨大な鳥型宇宙船に改造されていた事が判明。トレインヒーロー達に助けられても文句ばかり言って感謝もしない人類(特にラディア王女)を憎み、最終回辺りで隕石を地球に向けて放った事も判明している。トレインヒーロー達が隕石から地球を守って感謝した人類を見て暫く様子を見ると言い何処かへ飛び去って行った。
ドクター・フライ
声 - 根本泰彦
ドクター・マックの旧友でダイダロス島飛行船開発センター責任者。マックに対抗心のため、人工知能に懐疑的でトレインヒーローを快く思っておらず、自身の開発したジャックに人工知能を搭載しなかった。しかし、過信により引き起こされた事故への反省から考えを改め、ジャックのメインコンピューターをトレインヒーローに負けない人工知能に作り直すことを決める。
ジャック
声 - 加藤拓二
次世代飛行船。開発ナンバーDLZ129。全長150m、直径20ｍ、重量150t、乗客定員150名。スタープルートエンジン搭載で最高速度は1,200km/h（約マッハ1）。人工知能を使用しない専用コンピュータを搭載していた。
ジュディ
声 - 有賀由樹子
トレインベースの女性スタッフの一人。鉄道管理局時代にレールセイバーを開発している。
レールセイバー
ジュディが開発した鉄道管理局の緊急対応システムの人工知能。トレインヒーローの活躍によりその存在意義を失い、管理局や開発者でさえその存在を忘れていた。忘れ去られた後になってもA.I.は学習を続け、トレインヒーローのスキルを自分のデータバンクにインプットしようとして、ハッキングし架空の暴走列車を走らせるなどしていた。一時、暴走と思われ停止させられそうになるも、その功績を再評価され運用が継続された。
ナレーター
声 - 落合弘治

## スタッフ
- CG制作 - カーロン社（江苏卡龙动画影视传媒股份有限公司） ※日本語版のみ
- ？？？（出品人） - 颜晓群
- ？？？（总监制） - 汪忠泽 ※中国語版のみ
- プロデューサー（制片人） - 朱伟清、王宏瑜
- ？？？（监制） - 罗沐 ※中国語版のみ
- CG監督（导演） - 吴志邦
- 脚本（编剧） - 卡龙编剧组
- 執行監督（执行导演） - 胡敏、厉夕林
- 美術指導（美术指导） - 王皎、刘潇、孙晶
- 技術指導（技术指导） - 王秋秋
- コンセプトデザイン（造型） - 李志健、朱一峰
- 画コンテ台本（脚本） - 朱一峰、吕立
- プロデューサー補佐（制片助理） - 王烨、张丹、郗方倩
- 背景（场景指导） - 杨浩、吴斌、潘媛媛
- 背景モデリング（场景建模） - 陈腊梅、钱铮、陈敏燕、张文婷、姚盼盼、张中旭、吴昊、顾卓治、王芸芸、朱玲、宋阿雷、袁新苗、孙膑、施泰屹、雍婷、李梦霜、狄万祎、钱敏玉、周兆勇、陈汝靓、谭治、黄天翔、钱恒、苏炳洋、张佶、李青
- キャラクター（人物指导） - 金皓、王冬亮、王宝永
- キャラクターモデリング（人物建模） - 陶银兵、王鹏俊、董菲、林宜竹、林瀚辰、徐静乙、周萌、黄金凯、孟庆东、何斌、刘敏、张茂龙、陈阳、秦代远、万志宏、王飞
- アニメーション指導（动画指导）- 任晓男、张滔、靖丽艳、杨丽萍、阎丽秋、王流、张达磊
- アニメーション（动画） - 简玉娴、刘雪芹、喻瀚慧、诸明俊、王丽敏、王春秀、王仕明、张瑶、段红、潘田田、吕海娃、胡丹、徐青、李楠、田村雅彦、茆仁功、杨小光、鲍玉环、徐媛、罗跃萍、郑聪、乙海燕、张艳丽、王统德、曹勇、蒋益明、顾成龙、芦加永、石秀敏、朱永、史勇婷、石蛟腾、纪晶晶、徐丽亚、张德强、耿晓娟、吕怡、贾鹏飞、郭广强、藤川、王刚、刘思源、鹿杨、张林林、李丽、梁海森、刘璐、罗春梅、王慧、唐建南、沈敏、徐迎春、胡玲玲、王丰雷、周加燕、齐杨
- ライティング（灯光氛围） - 王俊、刘春迪、刘阳、申斌
- ？？？（合成指导）〔中国語版〕→後期指導（后期指导）〔日本語版〕 - 魏俊凌、卫强、赵迪、宋佳杰、盛亮亮、于桂宏、段潇潇
- レンダリング合成（渲染合成） - 王冲、梁玉洁、栗雪、唐银、王莉、陈飞飞、刁斌斌、薛媛、魏成珊、窦春梅、杨晓秀、张丽、鹿静静、徐晓亮、吴志娟、童志、王雪、张文静、顾洪虹、贺荣、张云、辛小菊、窦春成、周宝玉、罗旭红、韩静、严怀兵、王海南、徐双乾、崔晶晶、王东、蒋欣、胡佳凤、钱志强、刘方㬢、李薇、张娜、杨红林、周洁、孙洁、马啸、钱倩倩、冯靖男、杨菲菲
- エフェクト（特效） - 蒋至乙、徐雯、戴缝辉、伍妮、孙超、姜郇、张少云、路小光、李宝久、苏晓刚、杨成
- ？？？（音乐作曲） - 艾迴娱乐公司 ※中国語版のみ
- ？？？（作词） - 佳佳 ※中国語版のみ
- ？？？（演唱） - 阿兰、伊丹谷 ※中国語版のみ
- ？？？（配音指导） - 刘钦 ※中国語版のみ
- ？？？（配音） - 李正翔、夏磊、吴磊、沈达威、周帅、杨鸥、贾志超、刘钦、张安琪、樊俊航、王晓彤、刘垚、刘彬、海帆 ※中国語版のみ
- ？？？（录音） - 阿坚 ※中国語版のみ
- ？？？（合成） - 袁李华 ※中国語版のみ
- 編集（剪接） - 徐乾程、孙世健、赵文燕
- コンポジット（后期合成） - 毛政浩
- ？？？（后期助理） - 虞亘博、沈佳慧 ※中国語版のみ
- 技術サポート（技术支援） - 徐蔚然、陈珂、季奕
- アドバイス・スーパーバイザー（顾问） - Team TPO、ＡＣＣ ※日本語版のみ
- ？？？（江苏卡龙动画影视传媒股份有限公司、常州广播电视台出品） ※中国語版のみ
- ？？？（（苏）动审字[2014]第007号） ※中国語版のみ
- ？？？（制作许可证：（苏）字第064号） ※中国語版のみ
- ？？？（亞米可中文製作著作） ※中国語吹き替え版のみ

日本語版スタッフ
- 脚本・監督 - 竹治政枝
- 音楽プロデュース - エイベックス・エンタテインメント
- エグゼクティブ・プロデューサー - 川崎由紀夫（テレビ東京）、沢田雅也→力石稔、黒木健一
- プロデューサー - 秋間眞良・圡方真（テレビ東京）、須藤正徳
- アソシエイト・プロデューサー - 鈴木祐治、山田千恵、林順英・古舘由美子→大倉リンダ（テレビ東京）
- 制作進行 - 鈴木啓祐、竹治綾香
- キャスティング - 田寺尚和、村井亨子
- 翻訳 - 史幼之
- 編集 - 米田博之
- 録音／調整 - 白鳥陽一
- 録音スタジオ - スタジオ・エコー
- 宣伝 - 野口かず美（テレビ東京）
- 製作 - テレビ東京、トータルプランニングオフィス、カーロンアニメーション
- 著作権表示 - © CARLOON/テレビ東京/TPO/TOMY

### 列車紹介コーナー
- 監督 - 竹治政枝
- 撮影 - 若林賢二
- 編集 - 米田博之
- 音効 - 1991
- 制作進行 - 若佐晃子
- プロデューサー - 須藤正徳

## 主題歌
「DREAM EXPRESS 〜夢現空間超特急〜」
作詞 - 加藤健、作曲・編曲 - 長岡成貢、歌 - alan
本放送時には、オープニングに通常の曲、エンディングに同じ曲のカラオケ(みんなで歌ってみようと表示されていた)を使用していた。第14話からは、エンディングに、視聴者投稿の子供が歌う動画が挿入されるようになった。
最終回のEDは2番の歌詞になっている。
『再始動』エンディングテーマ
「流星トレイン」（第1-14話）
作詞・作曲 - 井上卓也 / 編曲 - 井上卓也、山下智輝 / 歌 - ひめキュンフルーツ缶
「ラッシュアワー!!!」（第15-26話）
作詞 - 桑原永江 / 作曲 - 松浦雄太 / 歌 - ステーション♪

## 各話リスト
| 話数   | サブタイトル                     | 列車紹介コーナー                                         | 放送日        |
| ------ | -------------------------------- | -------------------------------------------------------- | ------------- |
| 第1話  | 出発進行!トレインヒーロー        | 中国・京滬高速鉄道                                       | 2013年 4月2日 |
| 第2話  | トレインベース                   | 日本・九州新幹線                                         | 4月9日        |
| 第3話  | 森林大火災発生!                  | 韓国・KTX                                                | 4月16日       |
| 第4話  | 氾濫する川                       | 日本・坊っちゃん列車                                     | 4月23日       |
| 第5話  | 洞窟の危機                       | 韓国・ソムジンガン汽車村                                 | 4月30日       |
| 第6話  | アンはどこへ?                    | フランス・TGV                                            | 5月7日        |
| 第7話  | 停電!!                           | 日本・SL人吉                                             | 5月14日       |
| 第8話  | 沈む砂漠                         | アメリカ・ジョンズタウン・インクラインド・プレイン       | 5月21日       |
| 第9話  | シークレットメモリー             | イギリス・ダグラス・ベイ馬車軌道                         | 5月28日       |
| 第10話 | ミューゼスとゴウ 前編            | スペイン・イチゴ列車（スペイン語で「Tren de la Fresa」） | 6月4日        |
| 第11話 | ミューゼスとゴウ 後編            | 台湾・阿里山森林鉄路                                     | 6月11日       |
| 第12話 | 取り残された島民を救え! 前編     | アメリカ・ハワイアン・レイルウェイ・ソサエティ           | 6月18日       |
| 第13話 | 取り残された島民を救え! 後編     | 中国・青海チベット鉄道                                   | 6月25日       |
| 第14話 | 竜巻発生!そして…                 | 台湾・台湾高速鉄道                                       | 7月2日        |
| 第15話 | 新型飛行船を救え!                | インド・ダージリン・ヒマラヤ鉄道                         | 7月9日        |
| 第16話 | 火山からまちを守れ! 前編         | スペイン・AVE                                            | 7月16日       |
| 第17話 | 火山からまちを守れ! 後編         | 台湾・集集線                                             | 7月23日       |
| 第18話 | 雪の降る夜に                     | アメリカ ナッツベリーファーム                            | 7月30日       |
| 第19話 | 暴走列車を停めろ!                | 日本・弘南鉄道ラッセル車                                 | 8月6日        |
| 第20話 | トレインベースのピンチ! 前編     | フランス・コート・ブルー線                               | 8月13日       |
| 第21話 | トレインベースのピンチ! 後編     | インド・ムンバイ近郊鉄道                                 | 8月20日       |
| 第22話 | 時を越えたトレインヒーロー! 前編 | イギリス・ストックトン&ダーリントン鉄道                  | 8月27日       |
| 第23話 | 時を越えたトレインヒーロー! 後編 | 日本・津軽鉄道ストーブ列車                               | 9月3日        |
| 第24話 | レーザーレール準備完了!          | 日本・嵯峨野トロッコ列車                                 | 9月10日       |
| 第25話 | 暗雲が漂う空 前編                | イギリス・ノース・ヨークシャー・ムーアズ鉄道             | 9月17日       |
| 第26話 | 暗雲が漂う空 後編                | アールとゴウの思い出                                     | 9月24日       |

## 放送局
| 放送地域       | 放送局         | 放送期間                 | 放送日時           | 放送系列              | 備考                |
| -------------- | -------------- | ------------------------ | ------------------ | --------------------- | ------------------- |
| 関東広域圏     | テレビ東京     | 2013年4月2日 - 9月24日   | 火曜 17:30 - 18:00 | テレビ東京系列        | 製作局 字幕放送     |
| 北海道         | テレビ北海道   | 2013年4月2日 - 9月24日   | 火曜 17:30 - 18:00 | テレビ東京系列        | 同時ネット 字幕放送 |
| 愛知県         | テレビ愛知     | 2013年4月2日 - 9月24日   | 火曜 17:30 - 18:00 | テレビ東京系列        | 同時ネット 字幕放送 |
| 大阪府         | テレビ大阪     | 2013年4月2日 - 9月24日   | 火曜 17:30 - 18:00 | テレビ東京系列        | 同時ネット 字幕放送 |
| 岡山県・香川県 | テレビせとうち | 2013年4月2日 - 9月24日   | 火曜 17:30 - 18:00 | テレビ東京系列        | 同時ネット 字幕放送 |
| 福岡県         | TVQ九州放送    | 2013年4月2日 - 9月24日   | 火曜 17:30 - 18:00 | テレビ東京系列        | 同時ネット 字幕放送 |
| 日本全域       | BSジャパン     | 2013年4月4日 - 9月26日   | 木曜 7:55 - 8:25   | テレビ東京系列 BS放送 |                     |
| 岐阜県         | 岐阜放送       | 2013年4月16日 - 10月8日  | 火曜 18:30 - 19:00 | 独立局                |                     |
| 和歌山県       | テレビ和歌山   | 2013年5月11日 - 11月2日  | 土曜 9:30 - 10:00  | 独立局                |                     |
| 山形県         | 山形テレビ     | 2013年5月18日 - 12月14日 | 土曜 6:00 - 6:30   | テレビ朝日系列        |                     |

テレビ東京系各局とBSジャパンでは、本放送終了の翌週から、同じ時間に『トレインヒーロー 再始動!』と題して再放送された。

## 劇場版
2013年8月に中国で公開された。
日本では同年11月15日新宿ピカデリーでイベントという形で2回だけの特別上映を実施した。その後、ファンたちからの要望を多数受け、2014年2月22日から全国のイオンシネマにてロードショーが実施された。
ストーリーは映画として独立している。また、テレビシリーズで残った幾つかの謎が明かされた。

## 特別番組
『河北麻友子 & 堀まゆみ『カニ食べ行こう!』中国・常州2人旅』（かわきたまゆこ アンド ほりまゆみ『カニたべいこう!』ちゅうごく・じょうしゅうふたりたび）は、中国の常州やカーロンアニメーションを紹介する特別番組。出演は河北麻友子、堀まゆみ。
| 放送地域       | 放送局         | 放送期間      | 放送日時           | 放送系列       | 備考 |
| -------------- | -------------- | ------------- | ------------------ | -------------- | ---- |
| 関東広域圏     | テレビ東京     | 2013年3月20日 | 水曜 8:30 - 9:00   | テレビ東京系列 |      |
| 岡山県・香川県 | テレビせとうち | 2013年4月3日  | 水曜 25:40 - 26:10 | テレビ東京系列 |      |
| 愛知県         | テレビ愛知     | 2013年4月3日  | 水曜 27:05 - 27:35 | テレビ東京系列 |      |
| 福岡県         | TVQ九州放送    | 2013年4月4日  | 木曜 26:00 - 26:30 | テレビ東京系列 |      |
| 北海道         | テレビ北海道   | 2013年4月5日  | 金曜 26:00 - 26:30 | テレビ東京系列 |      |
| 大阪府         | テレビ大阪     | 2013年4月5日  | 金曜 26:40 - 27:10 | テレビ東京系列 |      |

## Webアニメ
『トレインヒーロー 本日もスピン・アウト！』はニコニコ動画配信の1分間の番外編Webアニメ。登場キャラはアール、ゴウ、サム。
2017年より『トレインヒーロー 本日もスピン・アウト！ インドネシア編』の配信を開始。インドネシア編ナレーターは遠藤純平。3人に加え新キャラとしてカレルとリマが登場。キャラ紹介が入るため1話のみ約5分
- 脚本・監督 - 竹治政枝
- フラッシュアニメーション - 三浦隆行
- 美術 - 菅原清二
- コンテ・脚色・脚本・キャラデザイン - 相馬宏充
- 音響・効果 - 1991.inc
- 編集 - 米田博之（2期）
- 製作（1期） - トータルプランニングオフィス、トレインヒーロー製作委員会
- 製作（2期） - テレビ東京、トレインヒーロー製作委員会

| 話数           | サブタイトル                 | 配信日         |
| -------------- | ---------------------------- | -------------- |
| #1             | 第一話                       | 2014年 9月3日  |
| #2             | 自己紹介                     | 2014年 9月3日  |
| #3             | サッカー                     | 2014年 9月3日  |
| #4             | ピノキオ                     | 2014年 9月3日  |
| #5             | 西遊記                       | 9月10日        |
| #6             | 夢                           | 9月10日        |
| #7             | 連想ゲーム                   | 9月10日        |
| #8             | 女の子                       | 9月17日        |
| #9             | 雷                           | 9月17日        |
| #10            | 暴走列車                     | 9月17日        |
| インドネシア編 |                              |                |
| #1             | 技じまん                     | 2017年 1月14日 |
| #2             | 努力がだいじ                 | 2017年 1月14日 |
| #3             | ズルはいけないよ             | 2017年 1月14日 |
| #4             | ひとのフリ見て我がフリなおせ | 2017年 1月14日 |
| #5             | 恋わずらい                   | 2017年 1月14日 |
| #6             | 雪に気をつけて               | 2017年 1月14日 |
| #7             | 鉄道常識クイズ               | 2017年 1月14日 |
| #8             | はじめてのドリアン           | 2017年 1月14日 |

## DVD
ポニーキャニオンより発売。
| 巻    | 発売日        | 収録話          | 規格品番   |
| ----- | ------------- | --------------- | ---------- |
| Vol.1 | 2013年8月2日  | 第1話 - 第4話   | PCBP-12153 |
| Vol.2 | 2013年8月2日  | 第5話 - 第8話   | PCBP-12154 |
| Vol.3 | 2013年9月4日  | 第9話 - 第11話  | PCBP-12155 |
| Vol.4 | 2013年9月4日  | 第12話 - 第14話 | PCBP-12156 |
| Vol.5 | 2013年10月2日 | 第15話 - 第17話 | PCBP-12157 |
| Vol.6 | 2013年11月2日 | 第18話 - 第20話 | PCBP-12158 |
| Vol.7 | 2013年12月4日 | 第21話 - 第23話 | PCBP-12159 |
| Vol.8 | 2013年12月4日 | 第24話 - 第26話 | PCBP-12160 |

## 玩具
- タカラトミーより「マジカル変形」シリーズとして展開。ヒカリアンの流れを汲む一発変形トイだが、変形構造は異なる。
アール、ゴウ、サム、ニール教官、アン、リュウ、シエテは基本的に全て同じ構造で、車体下面のスイッチがレール上の突起に触れるとスプリングが作動、足が伸び、ハッチを押し開いて腕が飛び出す仕組みになっている。また車体の屋根に付いているボタンを押しても、同様のアクションを起動することが可能である。変形しながら走行し続けることも可能。変形は、足首の大きさ、腕の付け根位置、腕が出た後のハッチの処理等、劇中のCGとは微妙に異なる。アールにはレールガン、ゴウにはレーザースピア、ニール教官には無塗装の右腕パーツ、サムにはレーザースコープが同梱されている。
連動玩具として「サウンド司令コマンダー」も発売。単体で音声が出るほか、放送中のデータ放送や、カードコレクションのコード、なりきり玩具である「電磁誘導レールガン」や「つばめ突きレーザースピア」と連動する。
- カバヤ食品から玩具菓子「トレインヒーローガム」も販売。アール、ゴウ、サムのプラモデルが付属。